# Cheng Yin
En aquest nom xinès, el cognom és Cheng.
Cheng Yin va ser un general controlant parts de Guanzhong durant el període de la Dinastia Han Oriental. Va néixer en la prefectura Hedong (河東) de la comandància Sili (司隷). Les forces de Guanxi sospitant l'assalt imminent de Cao Cao reuneixen un gran exèrcit, del qual acaba formant part Cheng com a general, participant conseqüentment en la batalla del Pas Tong (211). Quan la força aliada és finalment derrotada, ell marxa amb Ma Chao a cercar refugi sota Zhang Lu a Hanzhong. Cheng al capdavall es rendeix a Cao Cao juntament amb Pang De, rebent poc després un rang d'oficial. En la novel·la històrica del Romanç dels Tres Regnes de Luo Guanzhong ell és representat com un dels Vuit Cavallers de Han Sui, uns generals militars subordinats a aquest últim. Ell ataca Chang'an i la defensa de Cao Cao, però mor quan Cao recupera la ciutat.